# Мркојевићи (катун)
Катун Мркојевићи (Мрковићи) је обухватао област узмеђу приморске планине Лисињ, на сјеверу и Можуре, на југу. Први пут се помиње у Доњој Зети, 1409. године, под именом Мрковићи. Како је тада наведено: катун је настањен народом „жестоке“ нарави, на падинама планине Лисињ, на подручју од 12 mi (19 km) у дужини и 8 у ширини.

## Ратничка дружина
По подацима из 15. вијека, у Мркојевићима је било 130 кућа, са познатом ратничком дружином најамника. Како је у катуну било православних и католичких породица, као ратничка држина су често наступали у одвојеним групама, са својим предводницима. Као предводник православног дијела дружине, помиње се поп Ђинак, коме су Млечани, као награду, уступили католичку опатију (близу ушћа ријеке Бојане) коју је држао до 1450. године.

## Борбе под Баром
У борбама под Баром, 1448. године, помиње се само једна ратничка дружина Мркојевића (Доминик, Никша, Васко и Андрија, са 130 бораца). Унајмљени од стране Млетачке републике (чији су поданици и били, плаћајући перпер по огњишту) у чијем је посједу био град Бар, помогли су у одбијању напада војске Ђурђа Бранковића (војвода: Стефанице Црнојевића и Алтомана) као и дијела Паштровића.

## Под османском влашћу
Након што је Скадар пао под османску власт, 1479. године, катун Мркојевића (Мрковића) признаје турску власт (рачунају се као нахија у Скадарском санџаку) све до тренутка када ови од њих захтјевају наплату данка, 1482. године. Након побуне, Мркојевићи траже помоћ од оближњег, млетачког утврђеног града, Бара. Пошто су их Барани одбили, катун (сада већ и турска нахија) са њима започиње непријатељство и честе сукобе, све до пада Бара под османску власт, 1571. године. Мркојевићи дефинитивно постају поданици Османског царства. Почетком 17. вијека ће у овом племену бити забељежена велика исељаваања православних породица: у Пореч и приморске градове под млетачком влашћу.